# Alphonse d'Ève
Alphonse d'Ève (Brussel·les, 20 d'agost de 1666 - Anvers, 10 d'octubre de 1727), fou un cantant, mestre de cors i compositor belga del Barroc.
Encara que se sap molt poc sobre la vida i l'educació d'Ève, és possible que hagi estat estudiant de composició musical amb el seu pare, Honoreus Eugenius d'Ève, que va ser tinent de música (1662) i mestre de música (1664) a Brussel·les. Alphonse va ser admès com a baixista per a l'església de St. Andries a Anvers des del 1703-1718, després del qual va anar a cantar a la Catedral de Nuestra Señora de 1718-1725, on més tard va ser succeït per Willem de Fesch. El seu treball es va estendre per bona part dels Països Baixos, tal com ho demostren els inventaris de música a Gante, Huy, Aalst i altres llocs.

## Alguns dels seus treballs
- Op.1 Genius musicus divinis, Marianis ac sanctorum laudibus decoratus, et ecclesiastico ritui, unâ, 2, 3, 4, 5, tàm vocibus quàm instrumentis officiosus (Anvers, 1706)
- Op.3 Philimela delectans (Anvers, 1708)
- Trio sonates (publicades per Estienne Roger, Amsterdam, 1702)
- L'òpera còmica Het Gouvernement van Sancho Pança.

Malgrat la llista anterior la majoria de les seves obres es consideren perdudes.